# Wilhelm Julius Wetterling
Wilhelm Julius Wetterling, född 27 november 1706 i Vadstena, Östergötlands län, död 21 oktober 1763 i Hagebyhöga socken, Östergötlands län, var en svensk präst.

## Biografi
Wetterling föddes 1706 i Vadstena krigsmanshusförsamling. Han var son till krigsmanshusbokhållaren Anders Wetterling och Maria Coyet. Wetterling blev vårterminen 1726 student vid Uppsala universitet och promoverades 20 juni 1737 till magister. Han prästvigdes 5 november 1737 och blev samtidigt domkyrkoadjunkt i Linköpings domkyrkoförsamling. Wetterling blev 1738 kollega i Linköpings trivialskola och 2 maj 1739 konrektor i Linköping. År 1743 blev han rektor i Linköping. Wetterling blev 1750 kyrkoherde i Hagebyhöga församling, Hagebyhöga pastorat och 28 september 1758 blev han prost. Wetterling avled 21 oktober 1763 i Hagebyhöga socken.
Wetterling var predikant vid 1759 års prästmöte.

### Familj
Wetterling gifte sig 2 november 1738 med Charlotta Eleonora Wigman (1722-1790). Hon var dotter till krigskommissarien Anders Wigman och Anna Catharina på Norrby i Högby socken.